# Stensvala
Stensvala (Petrochelidon pyrrhonota) är en fågel i familjen svalor inom ordningen tättingar. Den häckar i Nordamerika och Mexiko. Vintertid flyttar den till västra Sydamerika. Stensvalan är en mycket sällsynt gäst i Europa, med ett enda fynd i Sverige, på Öland 2012.

## Utseende

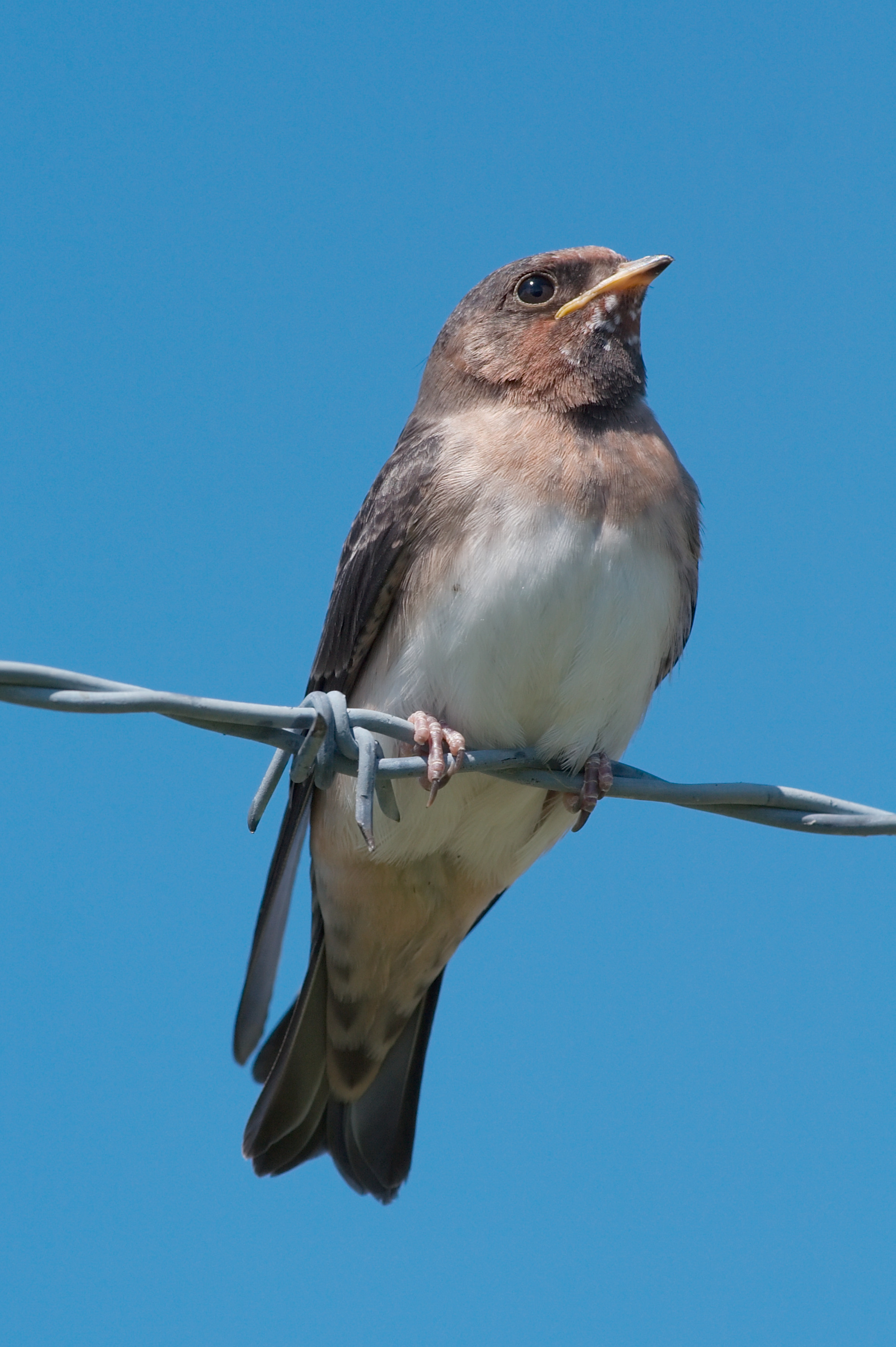
Juvenil.

Stensvalan mäter cirka 13 cm och har tunn näbb. Den adulta fågeln har iriserande blå rygg och hjässa, bruna vingar och stjärt och sandfärgad övergump. Nacken och pannan är vit, tillika undersidan förutom det röda ansiktet. Stjärten har rak bakkant. Juvenilen är övervägande brun på ovansidan och vita undertill, förutom den sandfärgade övergumpen och mörka ansikte. Stensvalan kan förväxlas med den närbesläktade grottsvalan men den har kraftfullare färgad fjäderdräkt och kanelfärgad övergump och panna.

## Läte
Stensvalans läte är ett mjukt, rullande "verr", medan den tunna sången innehåller utdragna skallrande eller knarrande ljud.

## Utbredning och systematik
Stensvalan är en flyttfågel som häckar i Nordamerika och övervintrar i västra Sydamerika från Venezuela och söderut till nordöstra Argentina. Sedan 2015 häckar den också lokalt i östcentrala Argentina. Den delas in i fyra underarter med följande utbredning:
- pyrrhonota-gruppen
  - Petrochelidon pyrrhonota pyrrhonota häckar i Nordamerika från västra Alaska till sydöstra Kanada söderut till nordvästra Mexiko (norra Baja California) och USA (utom i sydväst). Häckpopulationen i Argentina kan möjligen utgöra denna underart. Den övervintrar i Sydamerika från Bolivia och södra Brasilien till östcentrala Argentina.
  - Petrochelidon pyrrhonota ganieri häckar i södra USA, väster om Appalacherna (från Tennessee till Texas) och flyttar till Sydamerika.
  - Petrochelidon pyrrhonota tachina häckar i sydvästra USA till nordvästra Mexiko och i Baja California, och flyttar till Sydamerika.
- melanogaster-gruppen
  - Petrochelidon pyrrhonota melanogaster häckar från sydöstra Arizona och New Mexico till Oaxaca och flyttar till Sydamerika.

### Uppträdande utanför utbredningsområdet
Stensvalan observeras sällsynt i västra Europa, oftast i Storbritannien där den första gången sågs 1983, men även i Frankrike, på Island och vid ett tillfälle i Sverige, 15–20 november 2012 i Gårdby hamn på Öland. Den har även setts på ett antal öar i Västindien, på Falklandsöarna och Clippertonön i Stilla havet.

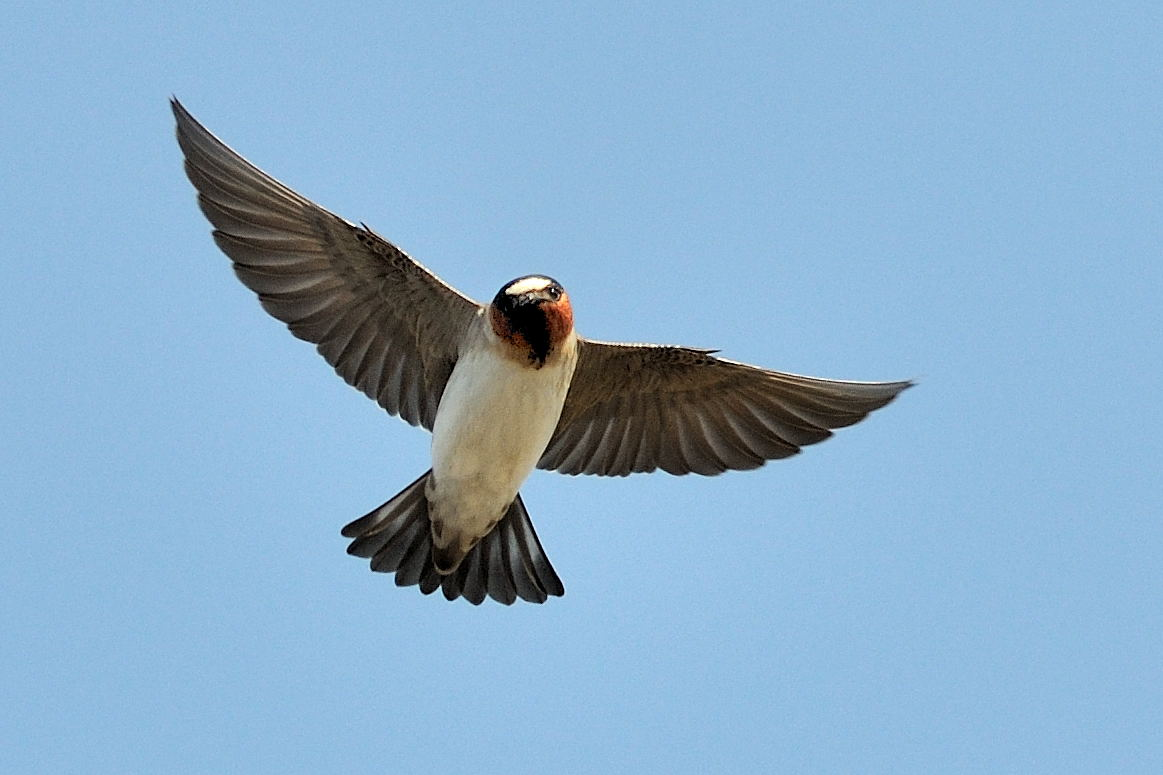

## Ekologi
Stensvalan är kolonihäckare i bergsområden men placerar även sitt sfäriska bo under broar och på byggnader. Den lägger i genomsnitt fyra till fem ägg, men kullar med 3-6 ägg förekommer. Båda föräldrarna ruvar äggen i 14-16 dagar och tar sedan hand om ungarna i 21-24 dagar. Som övriga svalor lever den övervägande av insekter som fångas i flykten.

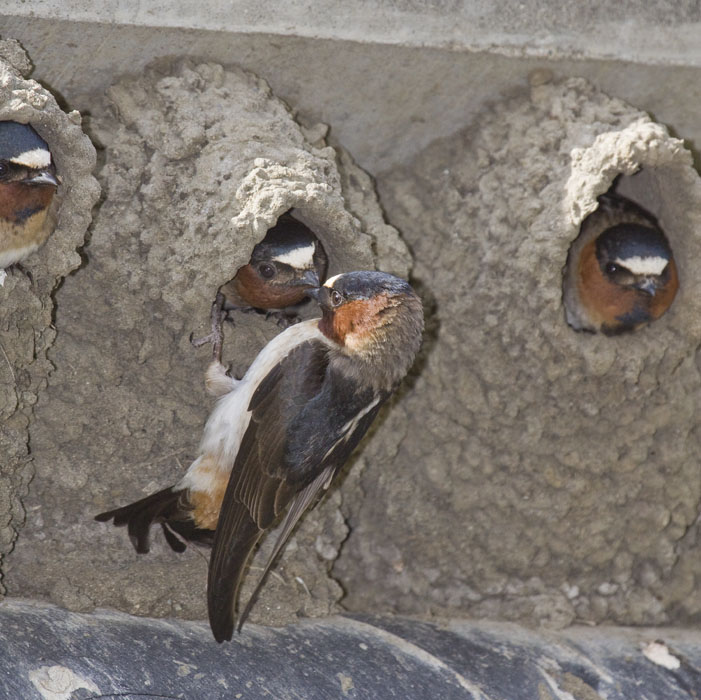
Häckning under en bro i USA.

## Status och hot
Arten har ett stort utbredningsområde och en stor population, och tros öka i antal. Utifrån dessa kriterier kategoriserar IUCN arten som livskraftig (LC). Världspopulationen uppskattas till 40 miljoner häckande individer.